# 东云站 (全罗南道)
東雲站（：／ Dongun yeok */?）是位于韩国全罗南道顺天市西面东山里的一座鐵路站，属于全罗线。

## 历史
- 1941年4月16日 - 落成使用，车站名称是林村站。
- 1999年2月25日 - 改为现在名称。

## 相鄰車站
韓國鐵道公社
全羅線
開雲－東雲－順天